# Hrabstwo Jefferson (Idaho)
Hrabstwo Jefferson (ang. Jefferson County) – hrabstwo w stanie Idaho w Stanach Zjednoczonych. Obszar całkowity hrabstwa obejmuje powierzchnię 1105,55 mil² (2863,36 km²). Według szacunków United States Census Bureau w roku 2009 miało 24 802 mieszkańców. Jego siedzibą administracyjną jest Rigby.
Hrabstwo założono 18 lutego 1913 r. Nazwa pochodzi od nazwiska trzeciego prezydenta USA Thomasa Jeffersona. Pierwsi osadnicy na tym terenie byli Mormonami, którzy zbudowali system irygacyjny.

## Miejscowości
- Hamer
- Lewisville
- Menan
- Mud Lake
- Rigby
- Roberts